# Крота
Кро́та, также крут, крот (валл. crwth, ирл. cruit, crot, брет. krouzh, англ. crowd, crouthe) — старинный струнный инструмент, имевший хождение в VI—XVIII веках; изначально щипковый, с XI—XII веков смычковый. Крота была распространена в XI—XVI вв. в Ирландии и Уэльсе, к концу XVIII века исчезла из практики. Крота сопровождала танцы, пение и декламацию стихов монотонной мелодией-остинато.

## Конструкция и методика игры
По конструкции и размерам крота близка европейской ротте, от которой произошла, и сохранившимся до наших дней эстонскому хийуканнелю, финскому йоухикко и шведской строкхарпе. Инструмент состоит из прямоугольной деки, размерами примерно 55 см в длину, 24 см в ширину и 5 см глубиной. Дека изготовляется из единого массива кленовой древесины, потом к ней приклеивается передняя стенка из ели. В верхней части крота изогнута, так что гриф лежит не в горизонтальной плоскости, а слегка устремлён от корпуса, что помогает играть на ней. В стенке проделаны два круглых резонаторных отверстия, с двух сторон от грифа (из падуба) находятся характерные проёмы для удержания инструмента; боковые стоки всегда были параллельны корпусу. Шесть струн из кетгута крепятся к нижней части инструмента через порожек, сверху крепятся к колкам. Две из них — бурдонные и расположены не над грифом, а слегка в стороне, их иногда дёргали большим пальцем правой руки; четыре струны — игровые, причём плоская форма порожка не позволяет играть только на одной струне, они звучат все одновременно. Под грифом у всех сохранившихся исторических крот имеется небольшая выемка, использовавшаяся как резонатор.
Известны образцы с 3—6 струнами, изначально струн было 3—4 (без бурдонных), затем основным стал тип с 6 струнами. Инструмент удерживался с упором на левое колено, либо на грудь, обычно при этом через корпус была пропущена лента, которую музыкант надевал на шею.
Динамический диапазон инструмента — октава. При игре на кроте четырьмя пальцами левой руки музыкант прижимал четыре нижние (или правые) струны, гриф лежал у него в ладони, а большим пальцем он защипывал две верхние (левые) струны. Струны звучали следующим образом: две центральные струны (валл. cyweirdant, byrdwn y cyweirdant) настраивали в октаву на ноте «до», две нижние/правые (валл. crasdant, byrdwn y crasdant) — в октаву на ноте «ре», верхние/левые — аналогично на «соль» (валл. llorfdant, byrdwn y llorfdant). Таким образом смычок мог извлекать два аккорда. Точная форма оригинального смычка неизвестна, видимо имелись региональные отличия.
- Кроты разных лет
- Трёхструнная, IX столетие
- Начало XIV века
- XVIII столетие

## История
Неизвестно, когда крота возникла, предположительно она сопровождала бардовские поэтические декламации уже в первом веке нашей эры. Первые образцы инструментов, аналогичных кроте, были известны в Европе ещё во время римского владычества.
Первое упоминание термина «крота» (лат. crotta) принадлежит франкскому поэту VI века Венанцию Фортунату:

Romanusque lyra, plaudet tibi barbarus harpa, graecus achilliaca, crotta britanna canat.— Ven. Fort. Carmina 7, 8, 63
Каких-либо уточнений технической специфики гимн Венанция не содержит.
Термин crwth впервые встречается в анонимном стихотворении XII века:

Я бард и арфист
Я на флейте и на кроте играюОригинальный текст (валл.)Wyf bard ac wyf telynawr

Wyf pibyd ac wyf crythawr
— 
Крота упомянута также в законах Хивела X века. Сохранились упоминания о том, что исполнители на кротах участвовали в эйстетводах 1176 и 1567 годов. Умение играть на кроте, арфе и флейте в Средние века и эпоху Ренессанса было обязательно для валлийской знати. Под названием «крит» (ирл. cruit) крота существовала в Ирландии, также имелась и английская разновидность.
Изначально у кроты не было грифа, а количество струн равнялось трём или четырём, на ней играли как на лире. В тёмные века, после X века, у кроты появился гриф и бурдонные струны, затем для игры стали использовать смычок. К XIII—XIV веку крота окончательно сформировалась и более не развивалась. Английские короли Эдуард I и Эдуард II любили слушать кроту, хотя уже в XIV веке больше половины придворных музыкантов были валлийцами. В Англии крота постепенно исчезла к XVI столетию, однако валлийские барды превратили её в статусный инструмент аналогично арфе.
После появления в Уэльсе скрипки (начало XVII века) крота начала терять популярность и в Уэльсе; она не подходила для новой танцевальной музыки, для которой не требовались присущие кроте богатые полифонические аккорды, но обязателен был широкий звуковой диапазон. Прямо перед окончательным исчезновением крота привлекла интерес множества людей, заинтересованных в валлийских традициях. Крота была подробно описана и неоднократно зарисована, сохранилось четыре инструмента того времени. Наиболее старый из них — «Крут из Войласа» (валл. Crwth y Foelas) 1742 года. Бард Эдвард Джонс подробно изучал кроту.
Точная дата, в которую прервалась исполнительская традиция, неизвестна, называют 1801, 1810 и 1827 годы, имея в виду смерть последних исполнителей.
Как и в случае с другими «историческими» инструментами, интерес к кроте в наше время возродился, современные музыканты и мастера-инструменталисты занялись её реконструкцией (Касс Мейриг, Роберт Эванс и другие). В 2004 году вышел альбом Касс Мейриг Crwth, на котором она играет на кроте.